# 원피스 (애니메이션)
《원피스》는 오다 에이치로의 만화 《원피스》를 원작으로 후지TV가 기획/제작하는 일본의 애니메이션으로, 1999년 10월 20일부터 후지TV에서 방영중이다. 일본의 민영 방송사인 후지TV(이하 CX - 간토 광역권)를 비롯한, 간사이 TV(이하 KTV - 긴키 광역권), 도카이 TV(이하 THK - 주쿄 광역권), TV 신히로시마(이하 TSS - 히로시마 현), TV 니시닛폰(이하 TNC - 후쿠오카 현), 오키나와 TV 방송(이하 OTV - 오키나와 현), 홋카이도 분카 방송(이하 uhb - 홋카이도), 센다이 방송(이하 OX - 미야기 현) 등 26개 FNN 지역 민방 네트워크를 통해, 전국적으로 일제히 송출한다. 중국에서는 《항해왕》 또는 《해적왕》이라는 타이틀로 방영하고 있다.
대한민국에서는 2003년 2월 24일 대원씨앤에이홀딩스㈜가 제작사 토에이 애니메이션과 114,400 달러에 방송권 계약을 체결하며 작품을 수입하였다. 이후 KBS 2TV를 통해 2003년 5월 20일부터 2007년 6월 4일까지 한국어 더빙 방영되었다. 이후 애니메이션 전문 채널인 투니버스를 비롯한, 애니맥스를 통해 재방영된 기록이 있다. JEI 재능TV에서는 KBS더빙판을 재방영했으며 현재는 제작사 겸 배급사인 토에이 애니메이션과 밀접한 업무 협력 관계를 긴밀히 맺고 있는 대원방송에서 판권 및 방영권을 우선적으로 갖고 있다.

## 방송 일시
| 방송 채널 | 방송일                             | 방송 시간                  | 비고          |
| 후지TV    | 1999년 10월 20일 ~ 2025년 3월 30일 | (일) 09:30 ~ 10:00         | 종료 예정중   |
| 후지TV    | 4월 6일 ~ 현재                     | (일) 23:15 ~ 23:45         | 예정중        |
| KBS 2TV   | 2003년 5월 20일 ~ 2007년 6월 4일   | 종료                       | 1 ~ 206화     |
| 애니박스  | 2011년 ~ 현재                      | 평일 (목)/(금) 22:30~23:00 | (더빙)/(자막) |

## 결방 변경 안내
- 일본 후지TV본사/지사 의 경우 매년 1월 1일은 신년특집 프로그램 방영,결방한다.
- 매년 3월 둘째주 일요일은 마라톤 중계방송으로 결방한다.

## 제작진
시리즈 디렉터 
- 우다 코노스케(1~278화)
- 시미즈 준지(131~159화)
- 사카이 무네히사(244~372화)
- 미야모토 히로아키(352~679화)
- 후카사와 토시노리(663~891화)
- 나가미네 타츠야(780~782화, 892화~)
- 쿠레타 코헤이 (892화~)
- 코마키 아야 (892~961화)
- 이토 사토시 (780~782화, 962화~)
- 고야마 야스노리 (1031화~)

## 개요
원작의 스토리를 애니메이션화. 당초 이스트 블루편(원작으론 100화, 애니메이션으론 53화)으로 종료할 예정이었으나, 예상치 못한 폭발적인 인기로 인해 현재까지 최장수 애니메이션으로 방영되고 있다. 원작과의 차별성을 주기 위해 애니메이션 오리지널 스토리가 진행되기도 하며 원작만화의 연재속도가 애니메이션 방송 속도보다 느리기 때문에 애니메이션 오리지널 스토리가 섞여서 진행된다.

### 방영 목록
원작과 달리 중간 중간에 애니메이션 오리지널 스토리가 진행되는 것을 제외하고는 원작과 동일하다. 다만 이야기의 중심 지역에 따라 이야기를 나눌 수 있는데, 2012년까지는 정상전쟁 후를 시기적 배경으로 하여 어인섬에 밀짚모자 해적단이 정박하는 이야기가 방영되었다가 2013년부터 2016년까지 밀짚모자 해적단이 카이도 타도를 위해 트라팔가 로와 동맹을 맺고 카이도를 위해 스마일이라는 인공 악마의 열매를 만들어내고 폭정을 일삼으며 독재자로 군림하지만 칠무해의 일원으로서 세계정부의 공공연한 비호를 받고 있는 돈키호테 패밀리와 대치하는 이야기가 방영되었으며 2017년 이후에는 홀 케이크 아일랜드에 밀짚모자 해적단의 일부와 빅 맘 해적단이 대치하는 이야기가 방영되었다. 현재는 와노쿠니에 밀짚모자 해적단의 구성원 및 카이도에게 적대하는 해적단 세력들이 와노쿠니의 사무라이와 함께 힘을 합쳐 카이도가 이끄는 백수 해적단 및 빅 맘이 이끄는 빅 맘 해적단에 대치하는 이야기가 방영되고 있다.
다음은 일본 후지TV 방영분과 DVD 등 2차 매체를 기준으로 나눈 시즌 목록이다. 대한민국 대원방송 방영분과 OTT 서비스에서의 시즌 구분법은 관련 목록을 참고.
| 시즌 | 시즌 | 회수 | 방송 날짜        | 방송 날짜        |                                                                 |
| 시즌 | 시즌 | 회수 | 시즌 시작        | 시즌 종료        | 시즌 명칭                                                       |
| ---- | ---- | ---- | ---------------- | ---------------- | --------------------------------------------------------------- |
|      | 1    | 61   | 1999년 10월 20일 | 2001년 3월 14일  | 동쪽 바다 편 東の海編                                           |
|      | 2    | 16   | 2001년 3월 21일  | 2001년 8월 19일  | 그랜드 라인 돌입 편 グランドライン突入                          |
|      | 3    | 15   | 2001년 8월 26일  | 2001년 12월 9일  | 쵸파 등장·겨울섬 편 チョッパー登場・冬島編                      |
|      | 4    | 38   | 2001년 12월 16일 | 2002년 10월 27일 | 알라바스타 편 アラバスタ編                                      |
|      | 5    | 13   | 2002년 11월 3일  | 2003년 2월 2일   | TV 오리지널 TVオリジナル                                        |
|      | 6    | 52   | 2003년 2월 9일   | 2004년 6월 13일  | 하늘섬 편 空島編                                                |
|      | 7    | 33   | 2004년 6월 20일  | 2005년 3월 27일  | 탈출! 해군기지&폭시 해적단 편 脱出！海軍要塞&フォクシー海賊団編 |
|      | 8    | 35   | 2005년 4월 17일  | 2006년 4월 30일  | 워터세븐 편 ウォーターセブン編                                  |
|      | 9    | 73   | 2006년 5월 21일  | 2007년 12월 23일 | 에니에스 로비 편 エニエス・ロビー編                             |
|      | 10   | 45   | 2008년 1월 6일   | 2008년 12월 14일 | 스릴러 바크 편 スリラーバーク編                                 |
|      | 11   | 26   | 2008년 12월 21일 | 2009년 6월 28일  | 샤본디 제도 편 シャボンディ諸島編                               |
|      | 12   | 14   | 2009년 7월 5일   | 2009년 10월 11일 | 여인섬 편 女ヶ島編                                              |
|      | 13   | 35   | 2009년 10월 18일 | 2010년 6월 20일  | 임펠 다운 편 インペルダウン編                                   |
|      | 14   | 60   | 2010년 6월 27일  | 2011년 9월 25일  | 마린포드 편 マリンフォード編                                    |
|      | 15   | 62   | 2011년 10월 2일  | 2012년 12월 23일 | 어인섬 편 漁人島編                                              |
|      | 16   | 50   | 2013년 1월 6일   | 2014년 1월 12일  | 펑크하자드 편 パンクハザード編                                  |
|      | 17   | 118  | 2014년 1월 19일  | 2016년 6월 19일  | 드레스로자 편 ドレスローザ編                                    |
|      | 18   | 36   | 2016년 6월 26일  | 2017년 4월 2일   | 조 편 ゾウ編                                                    |
|      | 19   | 109  | 2017년 4월 9일   | 2019년 6월 30일  | 홀케이크 아일랜드 편 ホールケーキアイランド編                   |
|      | 20   | 195  | 2019년 7월 7일   | 2023년 12월 17일 | 와노쿠니 편 ワノ国編                                            |
|      | 21   | 18   | 2024년 1월 7일   | (방영 중)        | 에그헤드 편 エッグヘッド編                                      |

### 등장인물
원작의 스토리 특성으로 인해 해적단을 중심으로 해군 관련 인물과 더불어 해적단이 정박하게 되는 지역의 주민 또는 지역 유지 등이 주변 인물로 등장하게 되는데 해적단이 다음 장소로 이동할 때마다 간간이 모습을 비춰주어 근황을 짐작할 수 있게 된다. 경우에 따라서는 다른 해적 측의 이야기가 진행되는 경우도 있어서 칠무해 내지 샹크스, 베라미, 카이도, 트라팔가 로, 로저 해적단 등이 이야기 중심에 서있는 경우도 있으며 해군 측의 이야기가 진행되어 천룡인 내지 세계 정부에 소속된 인물 등 해군 관련 인물이 이야기 중심에 있는 경우도 있다.

### 용어 및 설정
시대적으로는 15 - 17세기(대항해 시대) 쯤을 모델로 하고 있다. 과학 기술도 거의 동등하다고 볼 수 있다. 그러나 작품 세계의 고유 설정인 레드 라인과 악마의 열매 등 다른 부분들도 있다. 레드 라인으로 세계는 2등분이 되어 있고, 위대한 항로로 인해서 4개의 바다 (이스트 블루, 사우스 블루, 노스 블루, 웨스트 블루)로 나뉘어 있다. 정상결전까지는 해군이 칠무해를 통해 모든 해적 세력들을 견제했지만 레벨리 이후에는 칠무해 제도가 폐지되어 해군이 해적 소탕에 나서고 있으며 현재는 과학부대를 통하여 통제와 통치를 하는 것으로 대체되고 있다.

## 주제가
2001년 9월까지의 엔딩 테마곡은 에픽 레코더 재팬이, 2001년 10월 이후로는 엔딩 테마곡과 2006년 1월 이후의 오프닝 테마곡은 에이벡스의 소속 가수가 불렀다. 2010년 7월 18일 방영된 459화로부터 rhythm zone 소속 가수가 오프닝을 부르고 있다. 덧붙여서 "ココロのちず", "ヒカリへ", "FAITH", "BRAND　NEW　WORLD", "BON VOYAGE！"는 태고의 달인에 수록되었다.

### 여는 곡
- 6기 오프닝까지는 1분 50초이지만, 7기 오프닝부터는 2분 30초로 바뀌었다. 〈BON VOYAGE!〉까지는 모두 30초간의 내레이션이 있었지만, 〈마음의 지도〉부터 〈WAKE UP!〉을 제외한 나머지 오프닝에서 내레이션을 하지 않았다. 이후 〈빛을 향해서〉부터는 크레딧의 서체가 모두 변경되었다. 그러다가 〈WAKE UP!〉 에서만 10초간 내레이션을 하였다. 〈Over The Top〉에 이어서 〈DREAMIN' ON〉에서도 30초 단축된 2분으로 바뀌었으며 작화의 개선이 있었다.

| No. SP | 곡명                                    | 가수                         | 방영 화수                      |
| ------ | --------------------------------------- | ---------------------------- | ------------------------------ |
| 1      | We are!                                 | 키타다니 히로시              | 1화 ~ 47화, 1000화             |
| 2      | Believe                                 | Folder5                      | 48화 ~ 115화                   |
| 3      | 빛으로                                  | 베이비스타즈                 | 116화 ~ 168화                  |
| 4      | BON VOYAGE!                             | Bon-Bon Blanco               | 169화 ~ 206화                  |
| 5      | 마음의 지도                             | BOYSTYLE                     | 207화 ~ 263화                  |
| 6      | BRAND NEW WORLD                         | D-51                         | 264화 ~ 278화                  |
| 7      | We are! ~7인의 밀짚모자 해적단~         | 7인의 밀짚모자 해적단        | 279화 ~ 283화                  |
| 8      | Crazy Rainbow                           | 타키 앤 츠바사               | 284화 ~ 325화                  |
| 9      | Jungle P                                | 5050                         | 326화 ~ 372화                  |
| 10     | We are! ~애니메이션 원피스 10주년 기념~ | 동방신기                     | 373화 ~ 394화                  |
| 11     | SHARE THE WORLD                         | 동방신기                     | 395화 ~ 425화                  |
| 12     | 바람을 찾아서                           | 야구치 마리와 스트로햇       | 426화 ~ 458화                  |
| 13     | One Day                                 | THE ROOTLESS                 | 459화 ~ 492화                  |
| 14     | Fight Together                          | 아무로 나미에                | 493화 ~ 516화                  |
| 15     | We go!                                  | 키타다니 히로시              | 517화 ~ 590화                  |
| 16     | HANDS UP!                               | 신자토 코타                  | 591화 ~ 628화                  |
| 17     | WAKE UP!                                | AAA                          | 629화 ~ 686화                  |
| 18     | Hard knock days                         | GENERATIONS from EXILE TRIBE | 687화 ~ 746화                  |
| 19     | We can!                                 | 키타다니 히로시              | 747화 ~ 806화                  |
| 20     | Hope (from Best Album 《Finally》)      | 아무로 나미에                | 807화 ~ 855화                  |
| 21     | Yes! We v'e Super Powers                | V6                           | 856화 ~ 891화                  |
| 22     | Over The Top                            | 키타다니 히로시              | 892화 ~ 934화                  |
| 23     | DREAMIN' ON                             | Da-iCE                       | 935화 ~ 999화, 1001화 ~ 1004화 |
| 24     | PAINT                                   | I Don't Like Mondays         | 1005화 ~ 1073화                |
| 25     | 최고도달점                              | SEKAI NO OWARI               | 1074화 ~ 1088화                |
| 26     | 어--스!                                 | 키타다니 히로시              | 1089화 ~                       |
| 삽입곡 | 新時代（ウタ from ONE PIECE FILM RED）  | Ado                          | 차회예고                       |

### 닫는 곡
- 18번째 까지는 1분 10초이며, 19번째 부터 1분 30분으로 모두 가사는 표시 되지 않는다. 또한 2002년 7월부터는 8기 엔딩 테마 〈Shining ray〉를 시작으로 크레딧 서체가 변경되었다. 하지만 2006년 10월 시간대 이동 후에는 18기 엔딩을 마지막으로 엔딩 테마가 나오지 않았다가 1071화 부터 엔딩 테마가 다시 나왔다 .

| No | 곡명                       | 가수              | 방영 화수       |
| -- | -------------------------- | ----------------- | --------------- |
| 1  | Memories                   | 오오츠키 마키     | 1화 ~ 30화      |
| 2  | RUN! RUN! RUN!             | 오오츠키 마키     | 31화 ~ 63화     |
| 3  | 내가 있어                  | 토마토 큐브       | 64화 ~ 73화     |
| 4  | 알고 있어요                | 스이테이 쇼죠     | 74화 ~ 81화     |
| 5  | BEFORE DAWN                | AI-SACHI          | 82화 ~ 94화     |
| 6  | fish                       | The Kaleidoscope  | 95화 ~ 106화    |
| 7  | GLORY-네가 있으니깐-       | 우에하라 타카코   | 107화 ~ 116화   |
| 8  | Shining ray                | Janne Da Arc      | 119화 ~ 132화   |
| 9  | Free Will                  | Ruppina           | 133화 ~ 158화   |
| 10 | faith                      | Ruppina           | 159화 ~ 168화   |
| 11 | A to Z ~ONE PIECE Edition~ | ZZ                | 169화 ~ 181화   |
| 12 | 달과 태양                  | shela             | 182화 ~ 195화   |
| 13 | DREAMSHIP                  | 이쿠타☆아이코     | 196화 ~ 206화   |
| 14 | 미래 항해                  | 타키 앤 츠바사    | 207화 ~ 230화   |
| 15 | 에터널 포즈                | 에이지아 엔지니어 | 231화 ~ 245화   |
| 16 | Dear friends               | TRIPLANE          | 246화 ~ 255화   |
| 17 | 내일은 오니까              | 동방신기          | 256화 ~ 263화   |
| 18 | ADVENTURE WORLD            | Delickatessen     | 264화 ~ 278화   |
| 19 | Raise                      | Chilli Beans      | 1071화 ~ 1088화 |
| 20 | Dear sunrise               | 오오츠키 마키     | 1089화 ~ 현재화 |

### 삽입곡
|    | 곡명                           | 가수                         | 방영 화수                 |
| -- | ------------------------------ | ---------------------------- | ------------------------- |
| 1  | memories                       | 大槻真希                     | 第130話                   |
| 2  | ウィーアー!（We Are!）         | きただにひろし               | 第129話、第152話          |
| 3  | Family                         | 7人の麦わら海賊団            | 第166話                   |
| 4  | そげキング（ヒーロー）のうた   | そげキング（山口勝平）       | 第258話、第264話          |
| 5  | Dear friends                   | TRIPLANE                     | 第312話                   |
| 6  | ウィーアー! for the new world  | きただにひろし               | 第516話                   |
| 7  | NEW WORLD                      | 布魯克（長）                 | 第520話                   |
| 8  | ウィーゴー!（We Go!）          | きただにひろし               | 第521話、第522話、第573話 |
| 9  | Dancing of Breams, and Plaices | 森公美子                     | 第569話                   |
| 10 | Hard Knock Days                | GENERATIONS from EXILE TRIBE | 第745話                   |

## 한국판 주제가

### 여는 곡
1~6기(KBS2), 오리지널 1~15기(대원방송)
<우리의 꿈>
작사 - 이원희
작곡 - 박요한
노래 - 김종민, 신지(코요태)
7~9기(투니버스)
<꿈이 있기에>
노래 - 김경호
작사 - 신동식
작곡 - 박정식
편곡 - 이진우
믹싱 - 정두석
대원방송
오리지널 16기~18기
<WE GO>
노래 - 마이네임(건우)
작사 - 후지바야시 쇼코
작곡 - 타나카 코헤이
편곡 -
번안 - 황태훈
경력 - 대원방송 / 플레이그라운드 더빙 제작
- 2021년 ~ 현재 KBS Kids
- 타사
- 카툰네트워크 코리아
- 투니버스
- 재능TV

### 닫는 곡
좋아 - 민서
(YES - MINSEO)
보컬	민서 (MINSEO) 윤종신
작곡	포스티노(Postino)
작사	윤종신
편곡	나원주
1~6기(KBS2), 오리지널 1~15기(대원방송)
<나를 너에게>
작사 - 이원희
작곡 - 박요한
노래 - 신지(코요태)
7~9기(투니버스)
나를 너에게➡️<세상 저 끝까지>
노래 - 바다
작사 - 신동식
작곡 - 이창희
편곡 - 최명희
믹싱 - 하정수
<좋아>
노래 - 민서 (MINSEO) 윤종신
작곡 - 포스티노(Postino)
작사 - 윤종신
편곡	- 나원주